# Фервју (Орегон)
Фервју (енгл. Fairview) град је у америчкој савезној држави Орегон.

## Демографија
По попису из 2010. године број становника је 8.920, што је 1.359 (18,0%) становника више него 2000. године.
| Група             | 2000.         | 2010.         |
| Белци             | 5.442 (72,0%) | 6.075 (68,1%) |
| Афроамериканци    | 230 (3,0%)    | 408 (4,6%)    |
| Азијати           | 260 (3,4%)    | 491 (5,5%)    |
| Хиспаноамериканци | 1.210 (16,0%) | 1.463 (16,4%) |
| Укупно            | 7.561         | 8.920         |